# Chordodes japonensis
Chordodes japonensis är en tagelmaskart som beskrevs av Inoue 1952. Chordodes japonensis ingår i släktet Chordodes och familjen Chordodidae. Inga underarter finns listade i Catalogue of Life.